# Frank Van der Stucken
Frank Valentine Van der Stucken (Texas, 15 de Outubro de 1858 - Hamburgo, 16 de Agosto de 1929) foi um compositor e maestro estadunidense, além de fundador da Orquestra Sinfônica de Cincinnati, sendo também o primeiro maestro da orquestra, em 1895.
Van der Stucken nasceu em Fredericksburg, Texas, filho de Frank e Sophie Van der Stucken. Em 1895 fundou a Orquestra Sinfônica de Cincinnati, sendo seu primeiro maestro. Faleceu em Hamburgo, Alemanha aos setenta anos de idade.